# Буханець Михайло Самійлович
Михайло Самійлович Бу́ханець (нар. 29 вересня 1897 — пом. 1975) — український бандурист-баритон, скрипаль, художник-аматор, репортер, дендролог. 30 своїх останніх років присвятив популяризації бандури в Криму.

## Життєпис
Народився в селі Райгород Київської губернії в сім'ї селянина-бідняка (єдиного грамотного члена сім'ї). Після закінчення двокласної Райгородської школи, яку відвідував з перервами з 19 серпня 1914 р. по 12 квітня 1919 р., навчався у Велико-Сорочинській вчительській семінарії ім. М. В. Гоголя. Поступив у Харківський університет, де був мобілізований 2 лютого 1920 року в ряди Червоної Армії. Демобілізувався 1 серпня 1920 року, але в університет не повернувся через сімейні обставини. Працював вчителем. Закінчив Черкаські педкурси (1921), Полтавські кооперативні курси, «був у медінституті на 2-ім курсі». «14 серпня 1934 р. закінчив повний курс агробіологічного відділу шкільного факультету Харківського Інституту Соціального виховання».
Велико-Сорочинська учительська семінарія була вогнищем жорстокої русифікації української студентської молоді, якій сурово заборонялось вживати рідну мову не лише на уроках, а й в позаурочний час. Треба було розмовляти, писати і думати лише по-російськи. Найменший непослух сурово карався аж до виключення із семінарії. Мова-хижак в'їдалась в душу і серце підростаючого покоління. І цьому важко було протистояти. Вся політика окупаційної влади спрямовувалась не те, щоб денаціоналізувати Україну руками українців. Провадилось глобальне ояничарення українського національного духу. Так характеризує Михайло Буханець свої студентські роки проведені в семінарії до революційних подій 1917 року. З повстанням Української Народної Республіки семінарію було реформовано. В її програму входило 15 предметів, в числі яких була і методика української мови, а при проведені практичних занять «в зразковій, при семінарії, школі» українська мова стояла на першому місті. Справознавство велося рідною мовою. Штамп на свідоцтві М.Буханця: «Велико-Сорочинська вчительська семінарія ймення М. В. Гоголя № 758 23 / 10 грудня 1919 р.»
Про початок своєї музичної діяльності Михайло Самійлович пише: «Співати в хорі розпочав з семи років під керівництвом хорошого композитора Семена Крижанівського…» /С.Крижанівський був приходським священиком села Райгород і, ймовірно, кваліфікованим регентом-хормейстером. Створював мелодії на свої тексти. Включав їх у свій концертний репертуар. Зберігся текст пісні «Ох, ненечко моя!» (7 куплетів).
У семінарії був предмет співи та музика, в який входила і гра на скрипці. Останньою бандурист добре володів. Мав власний інструмент.
Про початок кобзарювання Михайло Самійлович розповідає: „Колись я став випадково кобзарем. Навчаючись в семінарії, на лотерейний квиток вартістю в 50 копійок мені дісталась кобза вартістю в 25 карбованців. Я тоді вже якось грав на балалайці, мандоліні, гітарі, скрипці, сопілці, виграні, взагалі на тому, що попадало під руки. Кобзу я вперше побачив тоді, коли її виграв. Скільки мої товариші не домагалися, щоб я її відпродав, я не погодився. Став ходити до визначного тоді українського кобзаря Кравченка Михайла… Він тоді уже був нагороджений царським урядом персональною медаллю: «За собирание и хранение родной старины» і пенсією довічно в сумі 3 карбованців на місяць.
Більше десяти своїх уроків мені дав Кравченко. Далі я сам підбирав мелодії, як акомпанемент до голосу.“ (Лист до Олексія Нирка від 23 січня 1970 р.)
Це було десь 1915 року. Починаючи з цих пір М.Буханець веде досить інтенсивну кобзарську діяльність: виступає на концертах, пише поетичні тексти і музику до них, створює супровід для бандури, користуючись збірками українських народних пісень, таких як «Золоті ключі» Дмитра Ревуцького. «Більшість пісень з цього збірника були в моєму репертуарі». Він учить гри на бандурі талановиту падчерицю Людмилу Лук'янівну Монтандон (1920—1978). Людмила вчилась в Одеській консерваторії на хормейстерському факультеті, який не закінчила через війну, але з бандурою не розлучалася до кінця життя. «Мій репертуар, — пише М.Буханець, — зростав до 1933 року. А далі злидні (голодовка) і простуда забрали і голос, і скрипку, і кобзу. А що то за кобзар безголосий? За безцінь пішли мої речі, та я спас свою сім'ю». На прохання записати свій репертуар Михайло Самійлович відповідає: «Щоб збагнути свій пісенний репертуар я безсилий. Він занадто громіздкий. В ньому крім українських пісень багато російських, білоруських, навіть французькою мовою, мовою есперанто.» (Лист до О.Нирка від 27 квітня 1970 р.). Як бачимо, кобзар володів великим репертуаром, у якому була ще й народна інструментальна музика та дві думи перейняті від вчителя Михайла Степановича Кравченка (1858—1917). Це думи "Про Марусю Богуславку" та "Про самарських братів". Визнаючи, що «мій репертуар і був величенький» кобзар хоч і поетично, але аж занадто скромно оцінює свою кобзарську діяльність: «Що мій спів під акомпанемент кобзи десь там, у глухім селі і прошелестів, як легенький вітерець у степу, поколисавши десяток-другий билинок, вартість його нікчемна». (Лист від 27 квітня 1970 р.).
Після Голодомору «знов з'явилась кобза» і Михайло Буханець не без успіху продовжує концертно-кобзарську діяльність, 30 років якої пов'язані з Кримом.
В час німецько-фашистської окупації він тяжко занедужав. «Мене німці перетворили в полутруп» і лише завдяки вірній дружині Валентині Тимофійвній Монтандон (дівоче — Назаренко) (1902—1961) «за п'ять років наполегливої праці, піклування і лікування удалося поставити мене на ноги, привести в стан працездатності».
Після одужання бандурист не повертався на вчительську ниву. Працює слюсарем, садівником Одеської залізниці. Переважно живе в місті Олександрійську. Виступає з концертами як сам, так і з донькою Людмилою. До речі, робота М.Буханця на залізниці розширювала ареал його концертування.
1954 року переїжджає в Крим і обіймає посаду садівника в Алуштинському санаторії Бескид / «Утес»/. Своє господарство тримав в ідеальному стані. Його ставлять в приклад садівникам Криму. На його базі проводять обласні семінари, конференції. Йому постійно керівництво санаторію виносить подяки, нагороджує грамотами, значком «Відмінник курортів Криму» /Посвідчення № 229 від 29 квітня 1959 р./.
Ось що пише М. С. Буханцю начальник центрального Гурзуфського санаторію Міністерства Оборони полковник медслужби Л. Б. Медунов: „Убывая из дома отдыха «Алушта» Военной ордена Ленина Академии БТВ им. Сталина, разрешите мне выразить Вам благодарность за совместную многолетнюю работу и оказанную мне помощь в создании хорошей здравницы для генералов, офицеров и их семей и пожелать Вам творческих успехов в работе“.
Як висококваліфікований дендролог Михайло Самійлович виступає з доповідями на наукових конференціях в Нікітському Ботанічному саду. В час будівництва автобусно-тролейбусної траси Сімферополь — Ялта працював інспектором-дендрологом. За його рекомендаціями і безпосередньою участю провадилось обсадження схилів дороги. Зокрема, для закріплення їх ґрунту він запропонував понасаджувати іспанський дрок — кущ з великим розгалуженням корневища. «Трасу він обсадив!» (В.Прокоф'єв).
Як публіцист і громадянин М.Буханець втручається в різні аспекти державно-культурного будівництва країни. В його архіві зберігся відгук на два поетичні твори «Первомайская песня» і «Нашей прессе» завідувача відділу літератури та мистецтва Л.Серпіліна (газети «Правда Украины» від 28 травня 1945 р.) та редактора газети «Черноморский гудок» Н.Болдирєва на допис «Там, где критика в загоне» від 26 травня 1953 р. А також стаття „Редактору «Курортной газеты» тов. Г.Супрунюку / Копия секретарю Ялтинского горкома КПУ“. „Разом с этим письмом я посылаю заметку в «Правду», пусть она скажет своё веское слово“. Рукопис статті не датований. Має 4 сторінки щільного тексту. В ній „Речь идет о «творении» под броским названием «Из арабского дневника» автора А.Ященка…“(Антон Ященко згодом голова обласного товариства «Україна»). М. Буханець гнівно і безкомпромісно розвінчує неуцтво і претензійність автора і докоряє редактору за публікацію матеріалу. Чергова праця: «Ленинград. Радио. Отдел литературно-драматического вещания». 1962 рік. 14 сторінок. Відгук на передачу «Хозяйка дома», у якому торкається сімейних відносин, побудови сім'ї, що ґрунтується на багатому позитивному особистому досвіді та живих прикладах з навколишньої дійсності.
Михайло Самійлович захоплювався живописом. Віддавав перевагу кримським пейзажам. Написав портрети свого вчителя Михайла Кравченка, дружини та падчерці Людмили з бандурою. Картини забрав син Геннадій, деякі лишилися у В.Прокоф'єва, портрет М.Кравченка зберігається в автора.
Довгі роки Михайло Самійлович писав роман, рукопис якого налічував понад тисячу сторінок. За словами В. М. Прокоф'єва — лікаря рентгенолога, друга М.Буханця, роман автобіографічний. Головний його герой Борис Лагода — прототип лікар-академік М. Д. Стражеско (1876—1952) (незаконнонародженого). Це був самородок. Його дружина — лікар з Харківщини, дворянка. Роман писався і перероблявся довго. Автор заповідав його В Прокоф'єву з надією, що він його опублікує. Прокоф'єв роман читав, радив для публікації переробити деякі місця. «Ні! Я пишу, як було!» — відповів М.Буханець і категорично відмовився змінити навіть букву. — «Я люблю правду!» — був безкомпромісним в житті і в мистецтві. В романі свідомо не сфальшивив жодним словом.
В останні місяці Михайло Самійлович випивав стакан червоного вина і писав всю ніч. Працював на знос. Така праця стала роковою -його розбив параліч. Згідно з довідкою Уютнинського фельдшерського пункту від 6 грудня 1973 р. у нього були спазми судин мозку. Атеросклероз 3-го ступеня. Склероз судин серця і мозку…
Місця роботи для Михайла Самійловича були тереном для його скромної кобзарської діяльності. А це довгі-предовгі роки. Природно, як дихання, висівалось музично-духовне зерно і осідало-проростало в щедрих людських серцях. Збагачувало їх, формувало їх національне світобачення і чекало часу, щоб вибухнути з незнаною силою. М.Буханець не виступав на олімпіадах, на оглядах самодіяльності, не одержував нагород як кобзар.- Про нього не шуміла преса. Та про себе він міг сказати: «Ми прямо йшли. У нас нема зерна неправди за собою!» (Т.Шевченко). Це тип кобзаря скромного й малопомітного на часом галасливому кобзарському обрії. Це кобзар, який, як той чорний віл, тихо тягнув нелегкого кобзарського воза по білому світу аж до домовини. Він непомітно з'явився і непомітно згас, як і не було його. А був. А буде! І так спокон віку на нашій славній Україні!
Нирко Олексій, Заслужений працівник культури України, Ялта, 2003.
| Бандурист | Це незавершена стаття про бандуриста чи бандуристку. Ви можете допомогти проєкту, виправивши або дописавши її. |